# Nikołaj Rimski-Korsakow
Nikołaj Andriejewicz Rimski-Korsakow (ros. Николай Андреевич Римский-Корсаков; ur. 6 marca?/18 marca 1844 w Tichwinie, zm. 8 czerwca?/21 czerwca 1908 w Lubieńsku) – rosyjski kompozytor epoki romantyzmu, pedagog, dyrygent, działacz społeczny, krytyk muzyczny; członek „Potężnej Gromadki”. Pośród jego dzieł znajduje się 15 oper, 3 symfonie, dzieła orkiestrowe, koncerty instrumentalne, kantaty, utwory kameralne i wokalne.

## Życiorys

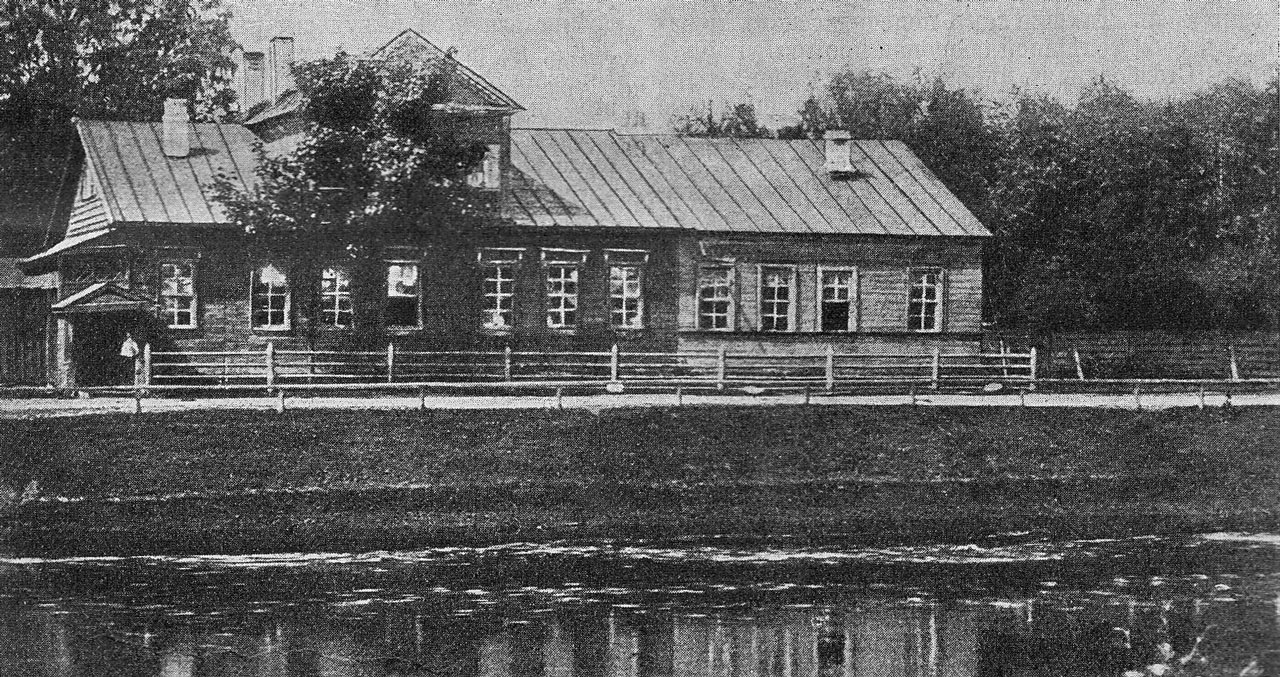
Dom, w którym urodził się kompozytor

Nikołaj Rimski-Korsakow pochodził z rosyjskiej rodziny arystokratycznej. Urodził się w Tichwinie, w guberni nowogrodzkiej. Dom rodzinny Rimskich-Korsakowów znajdował się na brzegu rzeki Tichwinki, naprzeciw monasteru Zaśnięcia Matki Bożej. Ojciec kompozytora, Andriej Pietrowicz Rimski-Korsakow (1784-1862) służył jako nowogrodzki wicegubernator, potem jako wołyński gubernator ludowy; matka, Sofja Wasiliewna, była córką chłopki pańszczyźnianej i bogatego ziemianina Skarjatina. Silny wpływ na przyszłego kompozytora miał jego starszy brat, Woin Andriejewicz, oficer morski i przyszły kontradmirał. Nikołaj otrzymał typowe dla swej klasy ogólne wykształcenie. Gdy miał sześć lat rozpoczął lekcje gry na fortepianie, jednak w porównaniu z książkami muzyka wydawała się mieć mniejszy wpływ na chłopca; najbardziej lubił muzykę cerkiewną i rosyjską muzykę ludową. Wkrótce potem grał w orkiestrze nadwornej domu Rimskich-Korsakowów. W wieku 11 lat zaczął komponować swoje pierwsze utwory muzyczne.
W wieku dwunastu lat, w 1856 wstąpił do Morskiego Korpusu Kadeckiego w Petersburgu. W 1858 roku u przyszłego kompozytora pojawia się prawdziwe zainteresowanie muzyką: zaznajamia się z operami Rossiniego, Donizettiego i von Webera, jednak największe wrażenie wywarły na nim „Robert Diabeł” Giacomo Meyerbeera i utwory Michaiła Glinki – „Życie za cara”, „Rusłan i Ludmiła”, „Jota aragońska”. Potem zainteresował się muzyką Beethovena (zachwycał się jego „Symfonią pastoralną”), Mozarta i Mendelssohna. „Byłem 16-letnim dzieckiem, uwielbiającym muzykę i bawiącym się nią” – wspominał później. Czując konieczność otrzymania poważniejszego wykształcenia muzycznego, jesienią 1859 roku Nikołaj zaczął brać lekcje u pianisty Fiodora Kanillego.
W 1862 zmarł jego ojciec i rodzina Rimskich-Korsakowów przeprowadziła się do Petersburga. W tym samym roku, dzięki Fiodorowi Kanillemu, Nikołaj poznał kompozytora M.A. Bałakiriewa i stał się członkiem jego kółka, co okazało decydujący wpływ na formowanie się jego osobowości i estetyki. W tym czasie do kółka Bałakiriewa, który później nazwano „Potężną Gromadką”, należeli C. Cui i M. Musorgski. Bałakiriew kierował pracą młodszych kolegów i nie tylko pomagał podejmować dobre kompozytorskie decyzje, ale pomagał też w instrumentacji. Pod wpływem i kierownictwem Bałakiriewa Rimski-Korsakow rozpoczął swój pierwszy duży utwór – Pierwszą symfonię. Wedle słów samego kompozytora, szkice początku symfonii istniały jeszcze w latach jego nauki u Kanillego, jednak poważna praca nad dziełem rozpoczęła się w latach 1861–1862 – i „do maja 1862 roku pierwsza część, scherzo i finał symfonii były przeze mnie ukończone i mniej więcej zinstrumentalizowane”.
Tej wiosny Nikołaj z wyróżnieniem ukończył Morski korpus i został przyjęty do służby morskiej. Od 1862 do 1865 roku służył na kliperze „Ałmaz”, uczestniczącym w ekspedycji do brzegów północnej Ameryki, dzięki której odwiedził szereg krajów – Anglię, Norwegię, Polskę, Francję, Włochy, USA, Brazylię. Służba na kliperze nie pozostawiała czasu dla muzyki, tak więc jedynym utworem, który pojawił się w tym okresie spod pióra kompozytora to druga część Pierwszej symfonii, Andante, napisane pod koniec 1862 roku. Potem Rimski-Korsakow na jakiś czas wstrzymał prace nad dziełem. Wrażenia, które pozostawiło życie na morzu, później wyraził w „morskich pejzażach”, które udało się mu zapisać w swoich utworach za pośrednictwem instrumentalnych ozdobników.
Powróciwszy z podróży, Rimski-Korsakow znowu wchodzi w skład Bałakiriewskiego kółka, zaznajamia się z jego nowymi członkami – chemikiem i początkującym kompozytorem A.P. Borodinem, z idolem kółka A.S. Dargomyżskim, z siostrą Glinki L.I. Szestakową i z P.I. Czajkowskim.
Po prośbach Bałakiriewa Rimski-Korsakow wznawia prace nad swoją symfonią – tworzy brakujące trio dla scherzo i całkowicie zmienia instrumentalizację dzieła. Partytura ta (znana jako pierwsza redakcja symfonii) była po raz pierwsze wykonana w 1865 pod batutą Bałakiriewa – wykonawcę wszystkich wczesnych partytur symfonicznych Rimskiego-Korsakowa. Zwracając się pod wpływem Bałakiriewa ku słowiańskim melodiom ludowym, Rimski-Korsakow trzymał się blisko muzyki o kolorycie narodowym, co w przyszłości będzie charakteryzowało dużą część jego twórczości. Znaleziony tutaj muzyczny język był z powodzeniem rozwinięty w takich utworach, jak „Uwertura na trzy rosyjskie tematy” (pierwsza redakcja – 1866) i „Fantazji serbskiej” (1867).

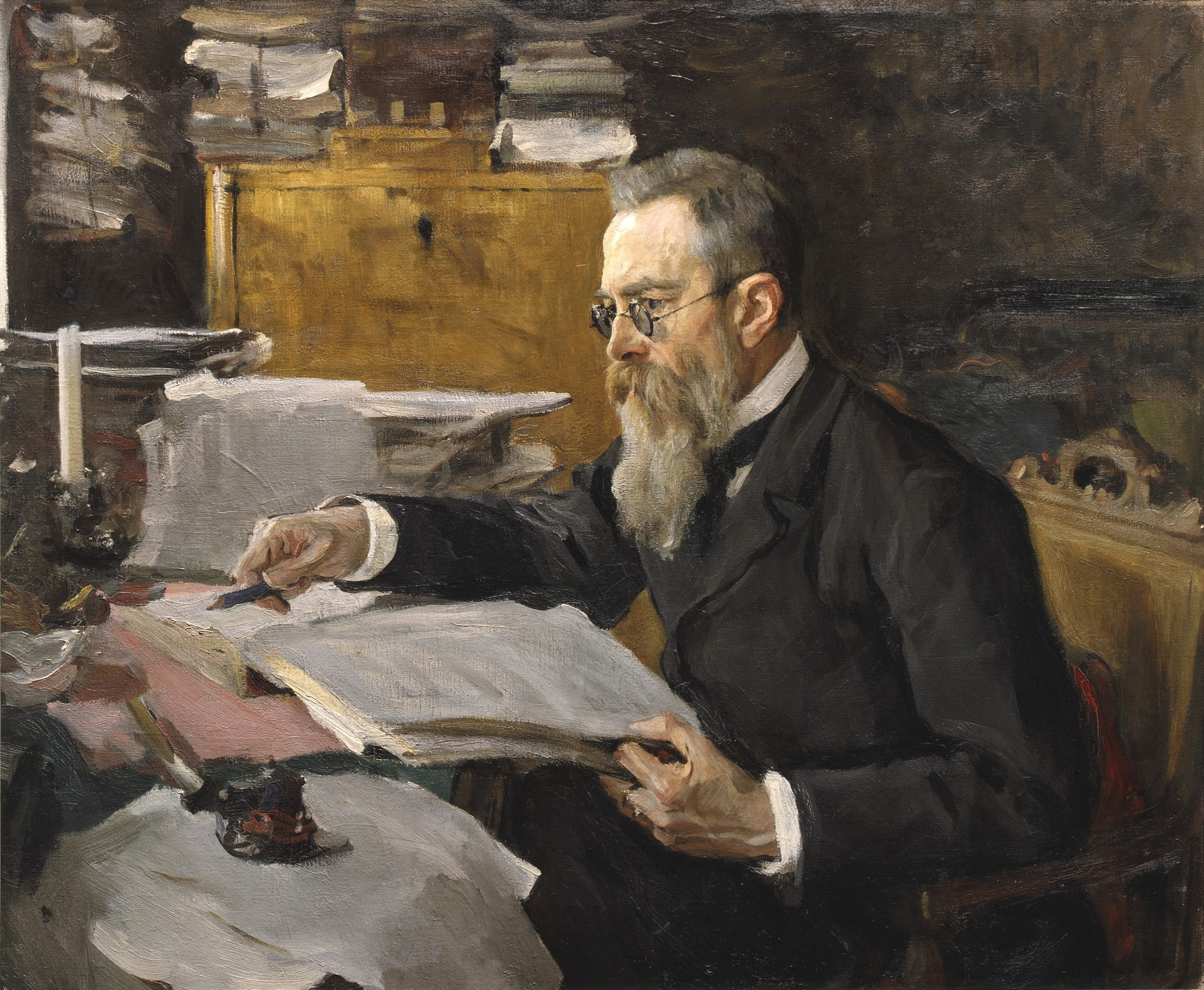
W.A. Sierow. Portret N.A. Rimskiego-Korsakowa, 1898.

Przełomowym dziełem kompozytora stał się obraz muzyczny „Sadko” (1867, później jego muzyka będzie częściowo wykorzystana w operze pod tym samym tytułem), najwcześniejsze z dzieł programowych Rimskiego-Korsakowa. Stał się w nim kontynuatorem tradycji europejskiego programowego symfonizmu – w szczególności Hectora Berlioza i Ferenca Liszta, których twórczość silnie wpłynęła na kompozytora; później duża część utworów Rimskiego-Korsakowa także będzie związana z określonym programem literackim.
W „Sadko” Rimski-Korsakow, który zostanie później nazwany „bajarzem”, jako pierwszy zbliżył się do bajkowego świata; tutaj po raz pierwszy wykorzystuje stworzony przez siebie modi o ograniczonej liczbie transpozycji, tak zwaną „gamę Rimskiego-Korsakowa”, którą później stosował przy charakterystyce świata fantastycznego w swoich utworach muzycznych. Po raz pierwszy także kompozytor zadał sobie trud przedstawienia za pomocą barw orkiestrowych morskiego żywiołu (później robił to niejednokrotnie w takich utworach, jak suita „Szeherezada”, preludium-kantata „Z Homera”, operach „Sadko” i „Bajka o carze Sałtanie”).
Programowo-bajkowy początek zyskał swoje dalsze rozwinięcie w symfonicznej suicie „Antar”, nad którą kompozytor zaczął pracować w 1868 roku jak nad Drugą symfonią, zainspirowany fabułą wschodniej bajki Józefa Sękowskiego. Premiera dzieła miała miejsce w 1869 roku na koncercie Rosyjskiego Towarzystwa Muzycznego.
Pod koniec lat 60. Rimski-Korsakow pracuje nad instrumentalizacją utworów innych autorów: pomaga Cezarowi Cui w orkiestracji opery „William Ratcliff” i dokańcza, zgodnie z ostatnią wolą zmarłego Dargomyżskiego, partyturę jego opery „Kamienny gość”. Zwróciwszy się ku gatunkowi opery, który stał się później dominującym w jego twórczości, w 1872 roku kończy operę na podstawie dramatu Lwa Meja „Pskowianka”. Latem tego samego roku żeni się z pianistką Nadieżdą Purgold.
W 1873 ostatecznie porzucił służbę wojskową, lecz pozostał inspektorem orkiestr marynarki wojennej. Komponował także utwory dla orkiestr wojskowych.
W roku 1871 został profesorem kompozycji i instrumentacji w konserwatorium muzycznym w Petersburgu. W 1905 został jednak usunięty z katedry w związku z działalnością zmierzającą do zachowania autonomiczności szkoły. Ostatecznie odzyskał tytuł i zaufanie władz, jednak wkrótce znów je utracił po premierze opery Złoty kogucik, w której znalazła się wyraźna krytyka stosunków w Imperium Rosyjskim.
W połowie lat 70. Rimski-Korsakow pracował nad doskonaleniem swojej techniki kompozytorskiej. W tym czasie zaczyna dostrzegać poważne niedostatki w swoim wykształceniu muzycznym i sam rozpoczyna studiować dyscypliny, wykładane w konserwatorium. Wynikiem tego stała się Trzecia symfonia (C-dur, op. 32).
W latach 80. kompozytor tworzy takie utwory symfoniczne, jak orkiestrowa suita „Szeherezada”, „Kaprys hiszpański”, uwertura „Jasne święto”.
Od 1882 roku Rimski-Korsakow przewodniczył Kółku Bielajewa, w latach 1883–1894 był także pomocnikiem kierownika Carskiej kapeli chóralnej.

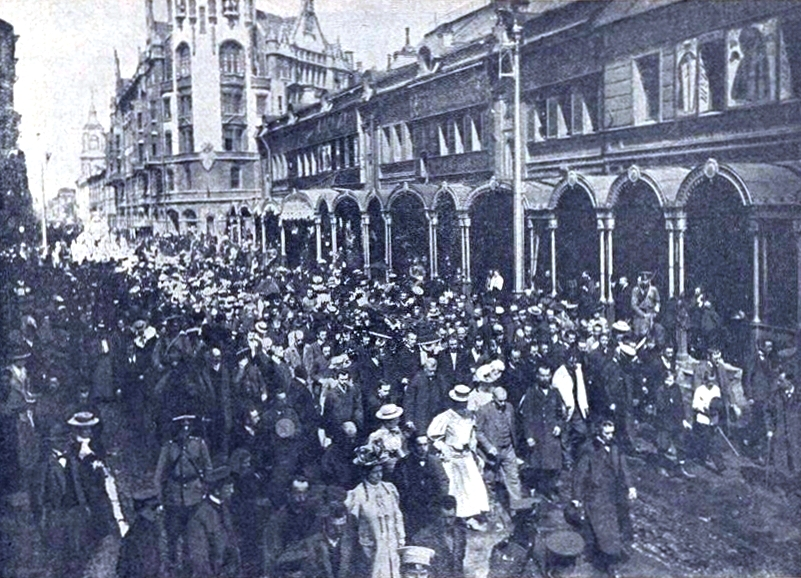
Pogrzeb Rimskiego-Korsakowa. Kondukt pogrzebowy na Prospekcie Wozniesieńskim.

Na początku lat 90. miało miejsce spowolnienie działalności twórczej autora. W tym czasie studiował filozofię, pisał artykuły, a także przejrzał i przeredagował niektóre ze swoich wcześniejszych utworów. Później jego twórczość nabrała niezwykłej intensywności: jedna za drugą wychodzą spod pióra kompozytora opery: „Noc wigilijna” (1895), „Sadko” (1896), „Mozart i Salieri” (1897), prolog do opery „Pskowianka” i „Carska narzeczona” (na podstawie dramatu Lwa Meja, 1898).
Podczas rewolucji 1905 roku Rimski-Korsakow aktywnie wspierał strajkujących studentów i otwarcie osądził postępowanie administracji Konserwatorium Petersburskiego – zwolnił się i powrócił do niej dopiero po nadaniu jej częściowej autonomii i zmianie kierownictwa.
Zmarł 8 (21) czerwca 1908 roku w Lubieńsku, w swojej podmiejskiej posiadłości, gdzie aktualnie znajduje się memorialny kompleks muzealny kompozytora, łączący dwie zrekonstruowane posiadłości – dom w Lubieńsku i sąsiednie mienie Wieczasza, gdzie kompozytor żył do 1907 roku. Został pochowany w Petersburgu na Cmentarzu Nowodziewiczym. W latach 30. XX wieku prochy zostały przeniesione na Cmentarz Tichwiński w Petersburgu.

## Działalność pedagogiczna
Rimski-Korsakow był twórcą szkoły kompozytorskiej, wśród jego uczniów było około dwustu kompozytorów, dyrygentów, muzykoznawców, między innymi Fiodor Akimienko, Nikołaj Amani, Nikołaj Arcybuszew, Anton Arienski, Meliton Balancziwadze, Siemion Barmotin, Felix Blumenfeld, Nikołaj Czeriepnin, Aleksandr Głazunow, Michaił Gniesin, Aleksandr Grieczaninow, Michaił Ippolitow-Iwanow, Andriej Kazbiriuk, Anatolij Ladow, Mykoła Łysenko, Nikołaj Malko, Nikołaj Miaskowski, Aleksandr Ossowski, Siergiej Prokofjew, Ottorino Respighi, Nikołaj Sokołow, Aleksandr Spendiarian, Igor Strawinski, Maksimilian Sztajnberg, Aleksandr Taniejew, Jāzeps Vītols, Julia Wejsberg, Wasilij Zołotariow.

## Studenci z Polski
- Konstanty Gorski
- Emil Młynarski
- Witold Maliszewski

## Rodzina

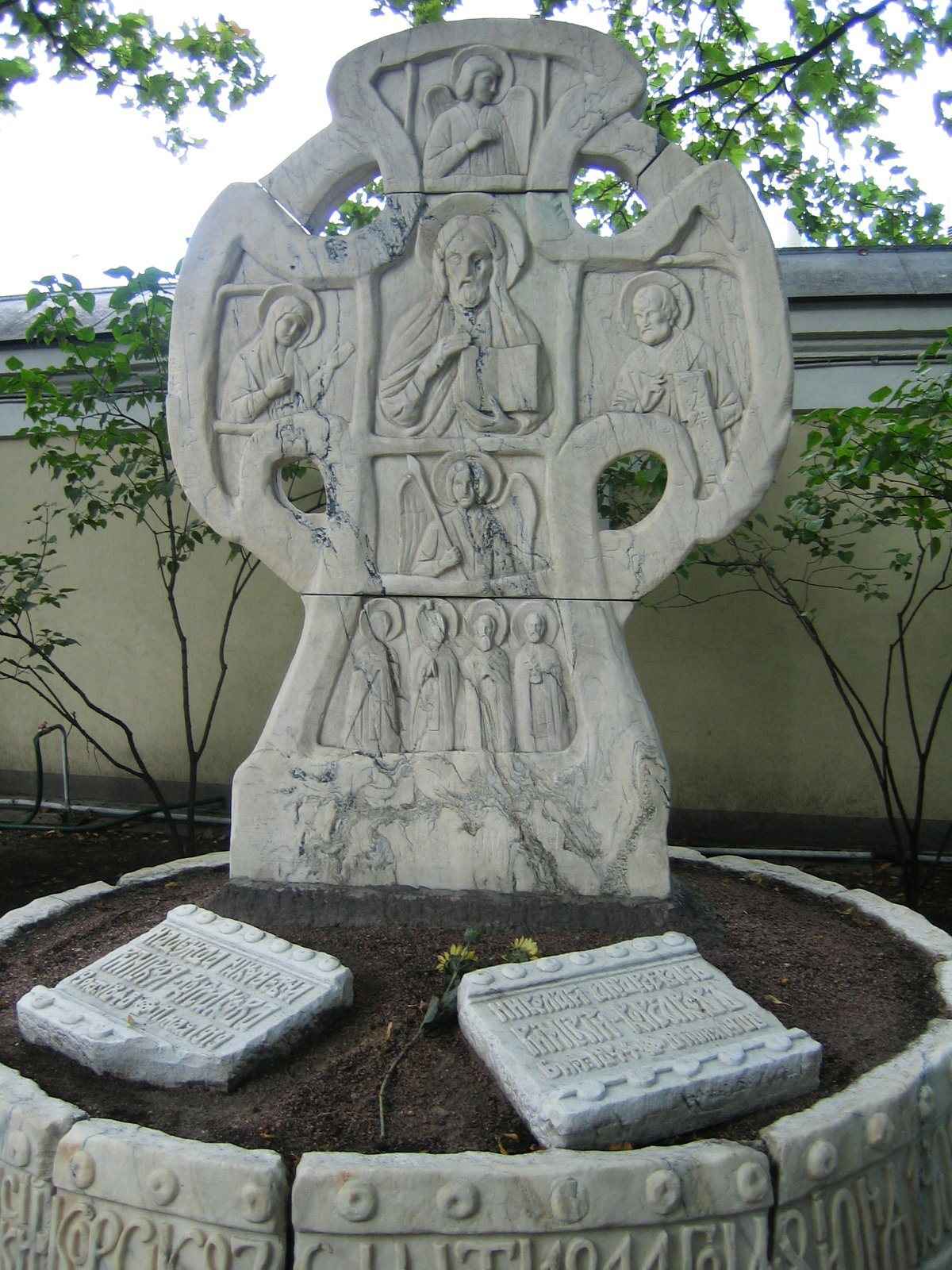
Grób małżeństwa Rimskich-Korsakowów, mieszczący się na cmentarzu Tichwińskim w Ławrze Aleksandra Newskiego w Petersburgu. Autorem nagrobka jest N.K. Rerich

Żona (od 30 czerwca 1872, Petersburg) – Nadieżda Nikołajewna Purgold (1848-1919) – pianistka, kompozytor, muzykolog.
Dzieci i wnuki:
- Michaił Nikołajewicz (1873-1951) – zoolog-entomolog, leśniczy. Był żonaty dwukrotnie:

- - pierwsza żona: Jelena Georgijewna Rokka-Fuks (1871-1953), dzieci: Natalia Michajłowna (1900-1901); Georgij Michajłowicz (1901-1965) – muzykoznawca, kompozytor i akustyk; Wiera Michajłowna (1903-1973) – bibliografka; Jelena Michajłowna (1905-1992) – wykładowca języków obcych.

- - druga żona: Jewgienija Pietrowna Bartmer (1884-1929), dzieci: Igor Michajłowicz (1911-1927); Olga Michajłowna (1914-1987) – doktor nauk geologiczno-mineralogicznych.

- Sofja Nikołajewna, po mężu Troicka (1875-1943) – śpiewaczka, była zamężna z Władimirem Pietrowiczem Troickim (1876 – ok. 1926), zmarła z głodu podczas blokady Leningradu. Ich dzieci: Irina Władimirowna, po mężu Gołowkina (1904-1989) – autorka książki Pokonani; Ludmiła Władimirowna (?-1942), zmarła w maju 1942 na zesłaniu w Tiumeniu.

- Andriej Nikołajewicz (1878-1940) – muzykoznawca, redaktor, doktor habilitowany filozofii. Był żonaty z uczennicą ojca, kompozytorką[4] Julią Łazariewną Wejsberg (1879-1942), która zmarła razem z synem podczas blokady Leningradu. Syn Wsiewołod Andriejewicz (1915-1942) – filolog, tłumacz, zmarł podczas blokady Leningradu.

- Władimir Nikołajewicz (1882-1970) – radca tytularny, altowiolista Teatru Maryjskiego. Był żonaty z Olgą Artiomowną Gilianową (1887-1956). Ich dzieci: Andriej Władimirowicz (1910-2002) – fizyk-akustyk, doktor habilitowany nauk fizyczno-matematycznych; Tatiana Władimirowna (1915-2006) – architekt, specjalista w sferze planowania przestrzennego, autorka dwóch książek o swoim dziadku N.A. Rimskim-Korsakowie.

- Nadieżda Nikołajewna (1884-1971), była zamężna z kompozytorem i pedagogiem Maksimilianem Sztejnbergiem (1883-1946), ich córka Nadieżda Maksymilianowna Sztejnberg (1914-1987) – filolog, autor podręcznika do gramatyki języka francuskiego.

- Maria Nikołajewna (1888-1893) – zmarła w dzieciństwie;

- Światosław Nikołajewicz (1889-1890) – zmarł w niemowlęctwie.

## Wybrane kompozycje

### Opery
- Pskowianka (1868)
- Noc majowa (premiera 1880)
- Śnieżka (1881)
- Mlada (premiera 1892)
- Noc wigilijna (premiera 1895)
- Sadko (premiera 1898)
- Mozart i Salieri (premiera 1898)
- Bojarynia Wiera Szełoga (prolog do opery Pskowianka)
- Bajka o carze Sałtanie (1900) – z niej pochodzi słynny Lot trzmiela
- Serwilia (premiera 1902)
- Nieśmiertelny Kościej (1902)
- Pan Wojewoda (1903)
- Legenda o niewidzialnym grodzie Kiteziu i dziewicy Fiewronii (1903-4)
- Złoty kogucik (1907)

### Utwory symfoniczne
- Symfonia nr 1
- Bajka (sztuka symfoniczna)
- Symfonia nr 2
- Sinfonietta
- W Azji Środkowej (muzyczny obraz na orkiestrę)
- Uwertura na tematy trzech rosyjskich pieśni
- Antar
- Symfonia nr 3
- Szeherezada
- Kaprys hiszpański
- Jasne święto (uwertura)
- Sadko
- Śnieżka (suita)
- Noc wigilijna (suita)
- Koncert na fortepian z orkiestrą

### Utwory wokalne
- około 80 romansów
- pieśni chóralne
- zbiorki rosyjskich pieśni ludowych na głos i fortepian (40 i 100 pieśni)

## Publikacje
- Harmonia, podstawowe zasady dla uczniów i samouków (1884, wydanie polskie 1970)
- Zasady instrumentacji (1913, wydanie polskie 1953).

## O twórczości kompozytora
Muzykolog Abram Gozenpud w 2002 roku w wywiadzie dla „Petersburskiego Magazynu Teatralnego” zacytował list Rimskiego-Korsakowa, wyjaśniający jego stosunek do własnej twórczości:
Dopóki człowiek żyje, dopóty żyć będzie jego kultura, a nie pomniki, które mu wznoszą. Zacytuję z pamięci wielkiego Rimskiego-Korsakowa, który tak zwrócił się do redaktora „Rosyjskiej gazety muzycznej” z prośbą: „Nie nazywajcie mnie wielkim. Piszę do Was, nie do druku, mam nadzieję, że mój list nigdy nie będzie wydrukowany. Był tylko jeden Glinka. Jeżeli nazwiecie mnie glinkowcem, podziękuję wam – to wysoki tytuł. Pomniki powinno się wznosić ludziom, o których pamięć znika w chwili ich śmierci – działaczom politycznym, carom, pułkownikom. A jaki pomnik może być lepszy niż ten, który wzniósł Glinka? Nie jest stworzony rękami, dlatego proszę Was, nie nazywajcie mnie wielkim, a jeżeli już musicie – niepozbawionym talentu, a najlepiej po prostu – Rimski-Korsakow. Ci, którzy mnie nie znają, nie uwierzą w moją wielkość, a ci, którzy znają – może im się to spodobać. Ale ostatnie moje opery nie podobają się. Możliwe, że mnie zapomną, a może już zapomnieli. Będzie to przykre, ponieważ dużo napisałem.

## Adresy w Petersburgu
- Lato 1856 roku – mieszkanie P.N. Gołowina w domu O.P. Zubowej (ul. Milionnnaja 6);

- 1867 – 09.1871 – kamienica Arens (siódma linia Wyspy Wasylewskiej 4);

- 09.1871 – 1872 – kamienica Zaremby – (ul. Pantielejmonowskaja, obecnie ulica Piestela 11, m. 9);

- 1872 – jesień 1873 – dom Morozowych (ul. Szpalernaja 4)

- jesień 1873 – 1883 – kamienica Kononowa (ul. Fursztatskaja 33, m. 9)

- 1883-1889 – (prospekt Władimirski 18, m. 5)

- 1889 – 19.09.1893 – dom Kapiełły (nadbrzeże rzeki Mojki, 20)
- 19.09.1893 – 21.06.1908 – podwórzowe skrzydło kamienicy M.A. Ławrowej (prospekt Zagorodny 28, m. 39)

## Upamiętnienie

### Pomniki, muzea i instytucje
- Muzeum-skansen N.A. Rimskiego-Korsakowa w obwodzie pskowskim

- Państwowe konserwatorium imienia N.A. Rimskiego-Korsakowa w Petersburgu

- Konserwatorium imienia Rimskiego-Korsakowa w Guayaquil w Ekwadorze (hiszp. Conservatorio Superior de Música Rimsky-Korsakov)

- W 1952 r. naprzeciw leningradzkiego konserwatorium na Placu Teatralnym, był postawiony pomnik N.A. Rimskiego-Korsakowa (autorstwa W.I. Ingała, W.J. Bogoljubowa, M.A. Szepilewskiego)

- W 1971 r. w Leningradzie zostało otworzone muzeum urządzone w dawnym mieszkaniu N.A. Rimskiego-Korsakowa.

- Muzeum w Tichwinie, w domu, w którym urodził się kompozytor.

- W 1978 r. w Mikołajowie zostało zamontowane jego popiersie obok szkoły muzycznej nr 1, nazwanej jego imieniem

- W 1966 r. krasnodarska szkoła muzyczna została nazwana jego imieniem. Oraz szkoły muzyczne nazwane jego imieniem w miastach: Psków, Petersburg, Ługa, Tichwin, Niżny Tagił.

### Toponimia

#### Rosja
- Prospekt Rimskiego-Korsakowa w Petersburgu
- Ulica Rimskiego-Korsakowa w Moskwie
- Ulica Rimskiego-Korsakowa w miejscowości Frunzewiec w rejonie naro-fomińskim obwodu moskiewskiego.
- Ulica Rimskiego-Korsakowa w Lipiecku
- Ulica Rimskiego-Korsakowa w Niżnym Nowogrodzie
- Ulica Rimskiego-Korsakowa w Nowosybirsku
- Ulica Rimskiego-Korsakowa w Tichwinie
- Ulica Rimskiego-Korsakowa w Łudze

#### Ukraina
- Ulica Rimskiego-Korsakowa w Doniecku
- Ulica Rimskiego-Korsakowa w Sumach

#### Kazachstan
- Ulica Rimskiego-Korsakowa w Ałma-Acie

#### Rumunia
- Ulica Rimskiego-Korsakowa w Sybinie

### Inne
- W 1956 r. imieniem Rimskiego-Korsakowa nazwano statek motorowy zbudowany w Czechosłowacji dla ZSRR.
- Samolot Aerofłotu, Airbus A320 o numerze bocznym VP-BWE, jest nazwany imieniem Rimskiego-Korsakowa.

## W filatelistyce

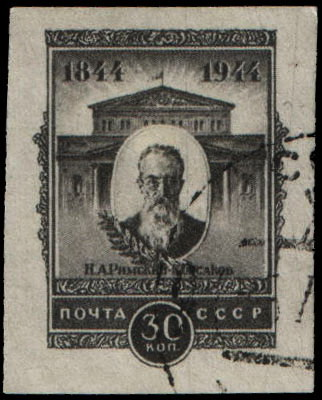
Znaczek pocztowy ZSRR (bez perforacji), 1944 rok
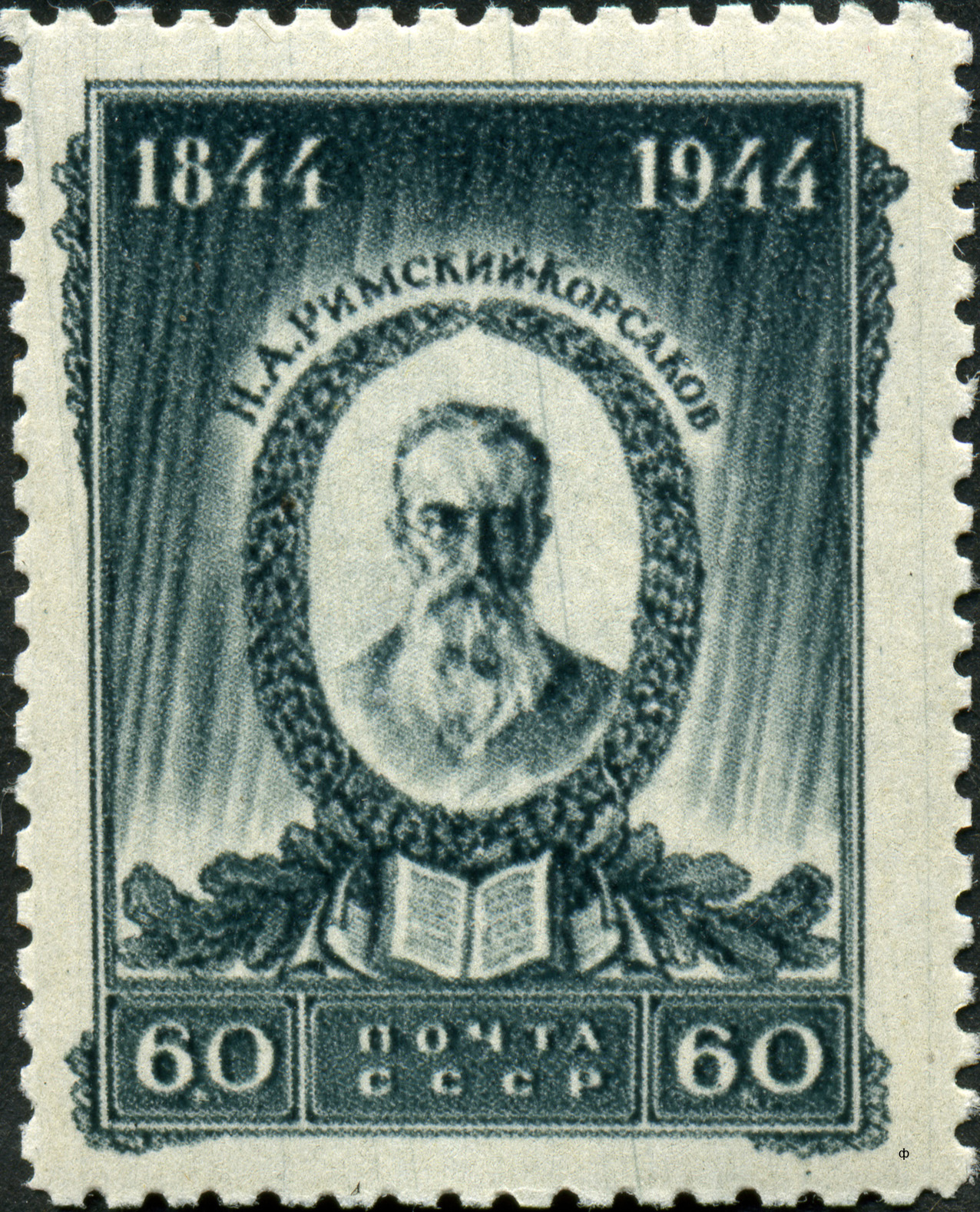
Znaczek ZSRR, 1944 rok
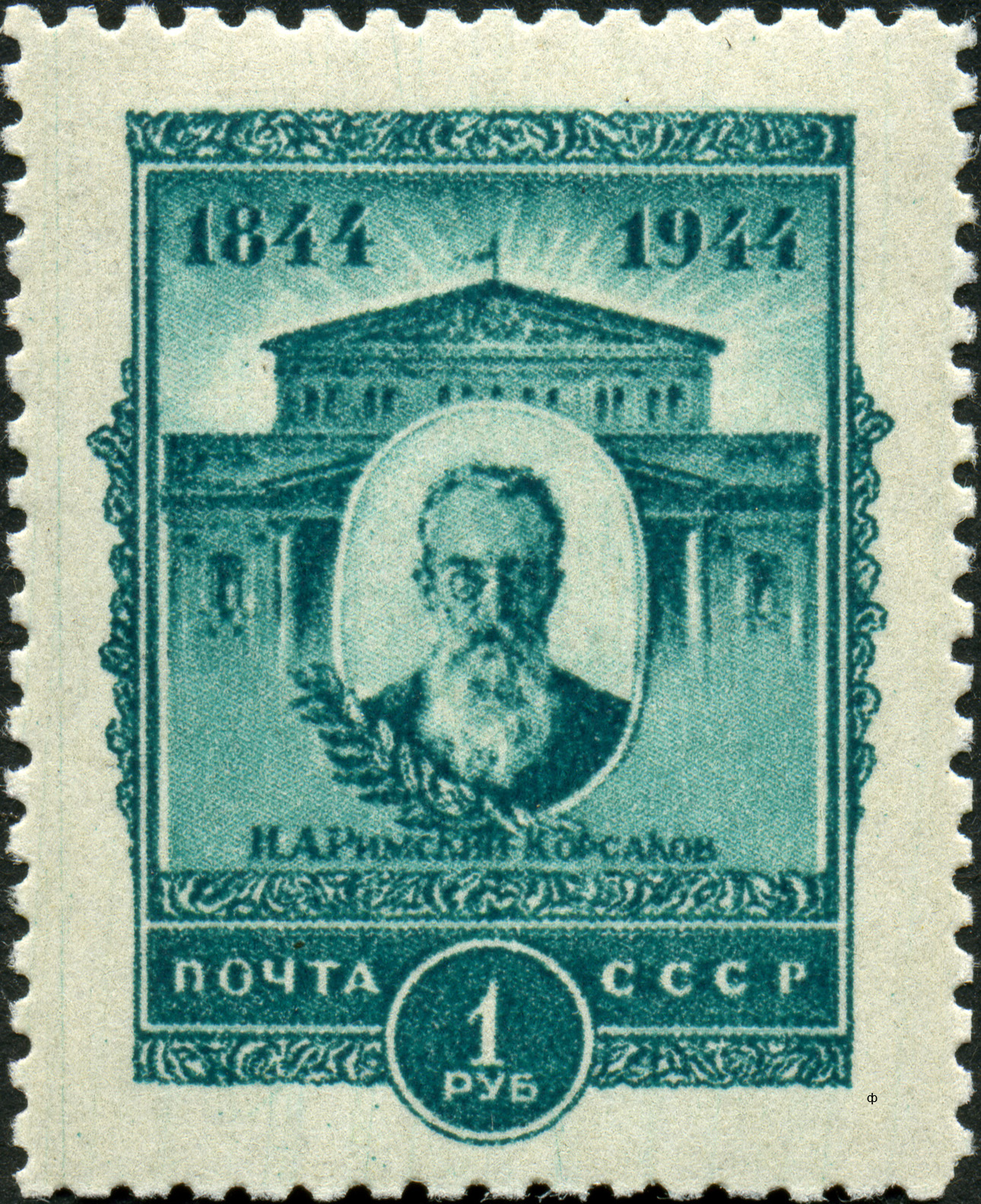
Znaczek ZSRR, 1944 rok
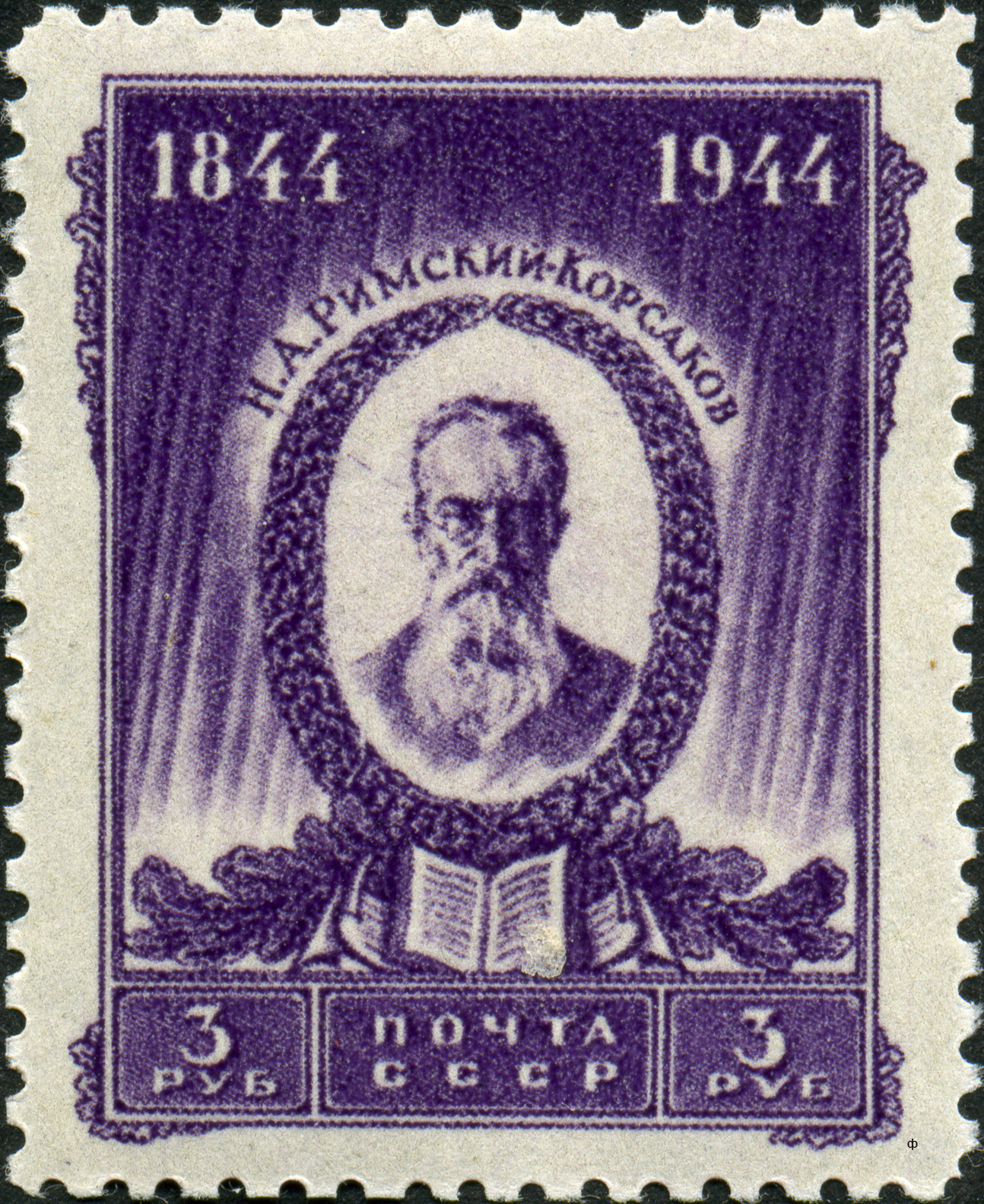
Znaczek ZSRR, 1944 rok
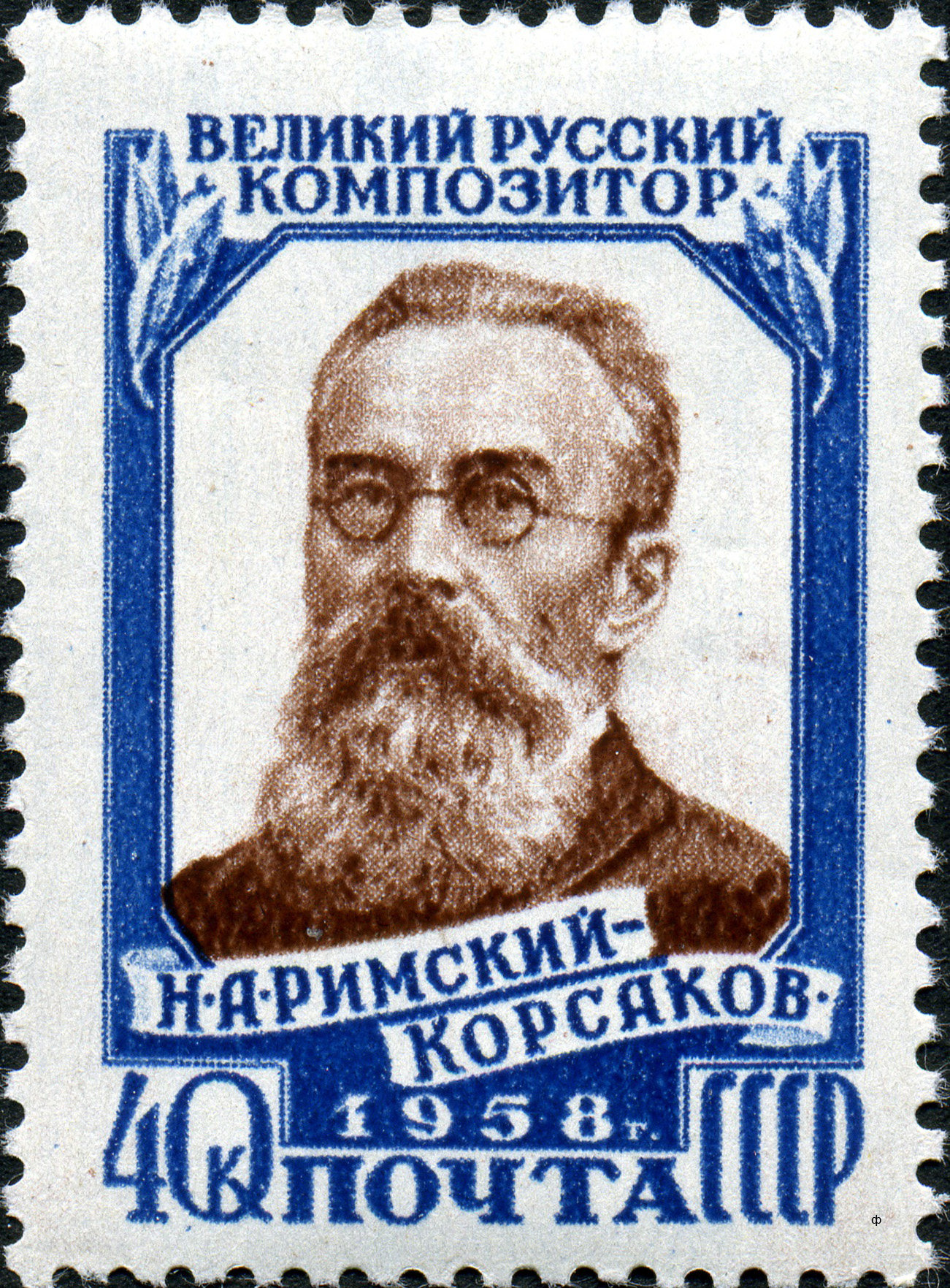
Znaczek ZSRR, 1958 rok
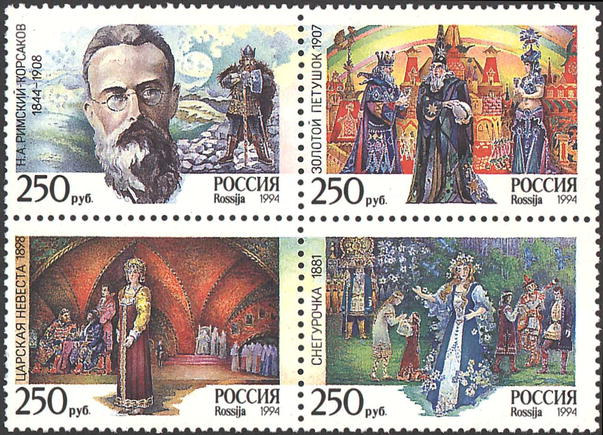
Bloczek znaczków, Rosja, 1994 rok

## Literatura dodatkowa
- Lesław Czapliński, Opera dla Polaków: „Pan Wojewoda” (o Panu Wojewodzie Nikołaja Rimskiego-Korsakowa”), [w:] W kręgu operowych mitów, Kraków 2003.
- Lesław Czapliński O wieczorze ów…, czyli operowa opowieść wigilijna (o Nocy wigilijnej Nikołaja Rimskiego Korsakowa), [w:] W kręgu operowych mitów, Kraków 2003.

## Literatura
- Римский-Корсаков Н. А. Летопись моей музыкальной жизни.  –  М., 1926.

- В. В. Стасов. Николай Андреевич Римский-Корсаков, 1890.

- Н. А. Римский-Корсаков и его наследие в исторической перспективе: Сборник докладов международной музыковедческой конференции 19-22 марта 2010 года. На двух языках. СПб., 2010. 456 c. http://www.rimski-korsakov.narod.ru/rusizd.html

- Рацкая Ц. С. Н. А. Римский-Корсаков. Изд. 2-е, перераб.  – М., Музыка, 1977.  – 112 с. 50.000 экз.
- Кунин И. Ф. Николай Андреевич Римский-Корсаков. (1844–1908). Изд. 3-е.  – М., Музыка, 1988.  – 160 с., ил. вкл. 50.000 экз.  (Русские и советские композиторы). – ISBN 5-7140-0075-7.
- Гервер Л.Л.  Поэзия вокального творчества композитора как единый текст: романсы Мусоргского и Римского-Корсакова // Вестник истории, литературы, искусства: Альманах / Российская академия наук, Отделение историко-филологических наук; Главный редактор Г. М. Бонгард-Левин. – М.: Собрание, Наука, 2010. – Т. 7. – С. 190–200. – ISBN 978-5-02-037377-8.